# TiVulandia successi n. 6
TiVulandia successi n. 6 è un album raccolta di sigle di programmi per bambini in onda sulle reti RAI e sui circuiti locali, pubblicato su vinile e musicassetta nel 1983.
È l'unico supporto a contenere le sigle "Muteking" e "Catch", inoltre la copertina contiene un errore di stampa: "Ginguiser" è indicato nella track list ma non è presente nel disco.

## Tracce
Lato A
1. Carletto e i mostri (testo: Fujiko Fujio[3], Franco Migliacci[4] – musica: Asei Kobayashi) 3:45
2. Pat, la ragazza del baseball (testo: Loriana Lana – musica: Claudio Maioli) 3:10
3. Tyltyl, Mytyl e l'uccellino azzurro (testo: Lucio Macchiarella - Douglas Meakin, Mike Fraser) 3:28
4. Muteking (testo: Rosanna Barbieri – musica: Giancarlo Balestra) 2:45
5. La ballata di Fiorellino (testo: Riccardo Zara – musica: Riccardo Zara) 3:38
6. Ultralion (testo: Lucio Macchiarella – musica: Mauro Goldsand, Aldo Tamborrelli) 3:34
7. Monjiro (testo: Giancarlo Balestra – musica: Giancarlo Balestra) 3:44
8. Sandybell (testo: Maria Letizia Amoroso – musica: Corrado Castellari) 3:34

Lato B
1. Il Dr. Slump ed Arale (testo: Lucio Macchiarella – musica: Douglas Meakin, Mike Fraser) 3:39
2. Sasuke (testo: Riccardo Zara – musica: Riccardo Zara) 3:14
3. Che paura mi fa (testo: Franco Migliacci – musica: Mauro Goldsand, Aldo Tamborrelli) 3:45
4. Jane e Micci (testo: Ugo Caldari – musica: Nico Fidenco) 3:23
5. Godam (testo: Riccardo Zara – musica: Riccardo Zara) 3:34
6. Catch (testo: Giancarlo Balestra – musica: Giancarlo Balestra) 4:33
7. La fantastica Mimì (testo: Carla Vistarini – musica: Fabio Massimo Cantini, Luigi Lopez) 3:27

## Interpreti
- I Cavalieri del Re (Lato A n. 5 / Lato B n. 2-5)
- Condors (Lato A n. 4 / Lato B n. 6)
- Nico Fidenco (Lato B n. 4)
- Georgia Lepore (Lato A n. 3 / Lato B n. 7)
- Rocking Horse (Lato B n. 1)
- I Mostriciattoli (Lato A n. 1 / Lato B n. 3)
- Happy Gang (Lato A n. 6)
- Le Mele Verdi (Lato A n. 2-8)
- Fratelli Balestra (Lato A n. 7)
- Cori: I Nostri Figli di Nora Orlandi, I Piccoli Cantori di Milano diretti da Laura Marcora, I Piccoli Cantori di Nini Comolli.